# جيوفاني سيغانتيني

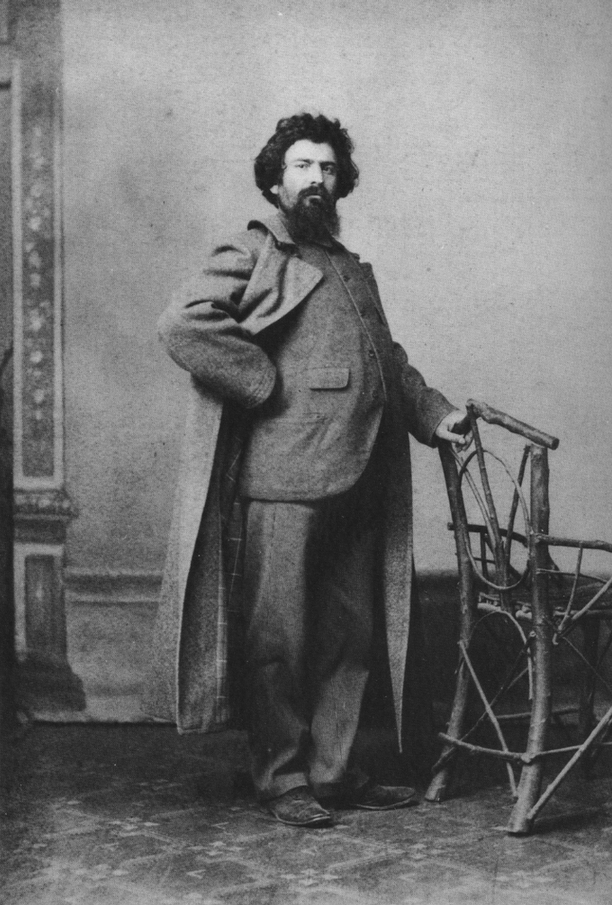
جيوفاني في عام 1890

جيوفاني سيغانتيني (Giovanni Segantini) هو فنان تشكيلي إيطالي معروف بتصويره لمناظر طبيعة جبال الألب بشكل كبير. كان واحد من الفنانين الأكثر شهرة في أوروبا في أواخرالقرن التاسع عشر،  حيث جُمعت لوحاته من قبل المتاحف الكبرى. جمع جيوفاني في وقت لاحق من حياته بين النمط التقسيمي مع النمط الرمزي الذي يصور الطبيعة. كان نشطا في سويسرا خلال الفترة الأخيرة من حياته.

## روابط خارجية
- جيوفاني سيغانتيني على موقع الموسوعة البريطانية (الإنجليزية)
- جيوفاني سيغانتيني على موقع ميوزك برينز (الإنجليزية)
- جيوفاني سيغانتيني على موقع ديسكوغز (الإنجليزية)